# Lee Won-hee
Lee Won-Hee, né le 19 juillet 1981, est un judoka sud-coréen qui s'illustre dans la catégorie poids léger (-73 kg). Le judoka, dont les apparitions sur le circuit international sont assez rares, devient champion olympique de sa catégorie en 2004 à Athènes après être sorti victorieux de la finale face au Russe Vitali Makarov. L'année précédente il avait conquis le titre mondial dans la même catégorie en battant en finale le Français Daniel Fernandes.

## Palmarès

### Jeux olympiques
- Jeux olympiques de 2004 à Athènes (Grèce) :
  -  Médaille d'or dans la catégorie des poids léger (-73 kg).

### Championnats du monde
- Championnats du monde 2003 à Osaka (Japon) :
  -  Médaille d'or dans la catégorie des poids léger (-73 kg).

### Divers
- Jeux asiatiques :
  -  Médaille d'or en 2006 aux Jeux de Doha.
- Championnats d'Asie :
  -  Médaille d'or en 2003 à Jeju.
- Tournoi de Paris :
  - 3 podiums en 2002, 2003 et 2006.